# داناجی‌لی (امام‌اغلو)
داناجی‌لی (به ترکی استانبولی: Danacılı) یک منطقهٔ مسکونی در ترکیه است که در امام‌اغلو واقع شده‌است.